# Alonso López

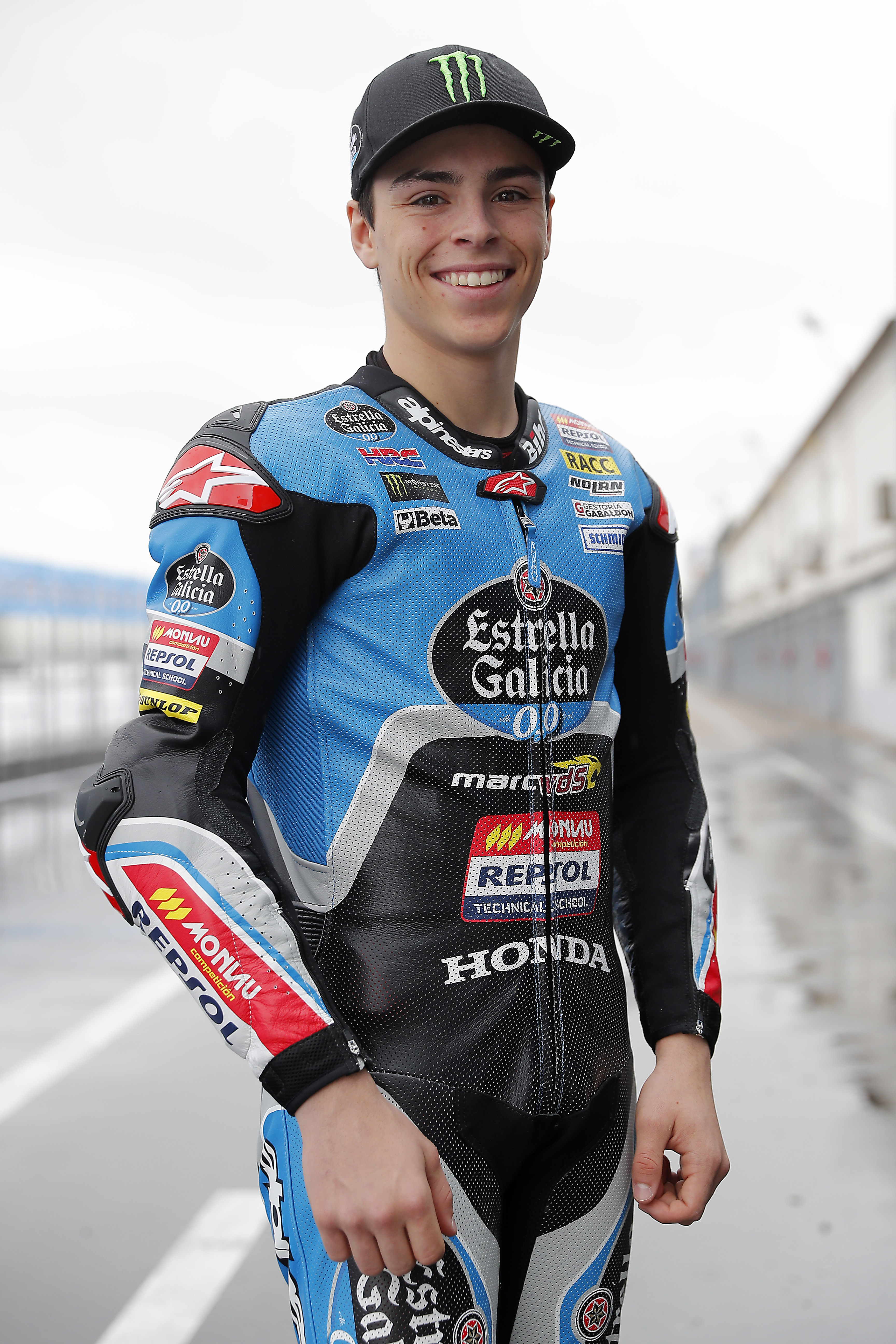
Alonso López in 2018.

Alonso López González (Los Molinos, 21 december 2001) is een Spaans motorcoureur.

## Carrière
López begon zijn motorsportcarrière op driejarige leeftijd in het motorcross. Later stapte hij over naar de minibikes. Tussen 2012 en 2014 nam hij deel aan het regionale kampioenschap van de provincie Valencia. Ook werd hij in 2014 kampioen in de 80 cc-klasse van de Copa de España de Challenge met vier zeges en 161 punten. In 2015 kwam hij uit in de PreMoto3-klasse van het Spaans kampioenschap wegrace, waarin hij eveneens kampioen werd met drie overwinningen.
In 2016 stapte López over naar het Spaanse Moto3-kampioenschap, waarin hij op een Honda reed. In zijn eerste seizoen behaalde hij de pole position op het Circuit de Barcelona-Catalunya en stond hij op het Motorland Aragón en in Barcelona op het podium. Met 87 punten werd hij vijfde in de eindstand. In 2017 won hij drie races op het Circuit Bugatti, Barcelona en het Circuito Permanente de Jerez en stond hij in twee andere races op het podium. Met 135 punten werd hij achter Dennis Foggia en Jaume Masiá derde in het klassement.
In 2018 debuteerde López in de Moto3-klasse van het wereldkampioenschap wegrace op een Honda. Hij behaalde zijn beste resultaat met een vierde plaats in Spanje en eindigde in totaal driemaal in de top 10. Met 36 punten eindigde hij op plaats 23 in het klassement. In 2019 behaalde hij zijn eerste podiumplaats in Thailand en scoorde hij zes top 10-klasseringen. Met 71 punten steeg hij naar de zeventiende plaats in de eindstand. In 2020 stapte hij over naar een Husqvarna, maar hier zakten zijn resultaten in. Hij kwam niet verder dan een vijfde plaats in Catalonië, wat zijn enige top 10-finish van het jaar was. Met 21 punten eindigde hij op plaats 23 in het kampioenschap.
In 2021 stapte López over naar het Spaanse Moto2-kampioenschap, waarin hij op een Boscoscuro reed. Hij kende een succesvol seizoen waarin hij in alle races op het podium eindigde en in de laatste twee races op Jerez en het Circuit Ricardo Tormo Valencia zeges boekte. Met 226 punten eindigde hij achter zijn teamgenoot Fermín Aldeguer als tweede in het klassement. Daarnaast debuteerde hij dat jaar in de Moto2-klasse van het WK wegrace. Hij reed bij Boscoscuro drie races als vervanger van de geblesseerde Yari Montella en bij Kalex een race als de vervanger van de eveneens geblesseerde Héctor Garzó. Hij behaalde zijn enige puntenfinish voor Kalex in de Grand Prix van Duitsland met een twaalfde plaats.
In 2022 begon López het seizoen zonder racezitje, maar vanaf de zevende Grand Prix in Frankrijk keerde hij terug in het WK Moto2 op een Boscoscuro als vervanger van de ontslagen Romano Fenati. Hij zette vervolgens een succesvolle reeks neer van vier top 10-finishes op een rij, voordat hij in Groot-Brittannië voor het eerst in de Moto2 op het podium stond. Twee races later, in San Marino, behaalde hij zijn eerste Grand Prix-zege.

## Statistieken

### Grand Prix

#### Per seizoen
| Seizoen | Klasse | Motor      | Team                        | Races | Winst | Podiums | Poles | SR | Ptn   | Pos |
| ------- | ------ | ---------- | --------------------------- | ----- | ----- | ------- | ----- | -- | ----- | --- |
| 2018    | Moto3  | Honda      | Estrella Galicia 0,0        | 18    | 0     | 0       | 0     | 1  | 36    | 23e |
| 2019    | Moto3  | Honda      | Estrella Galicia 0,0        | 19    | 0     | 1       | 0     | 1  | 71    | 17e |
| 2020    | Moto3  | Husqvarna  | Sterilgarda Max Racing Team | 14    | 0     | 0       | 0     | 0  | 21    | 23e |
| 2021    | Moto2  | Boscoscuro | Speed Up Racing             | 3     | 0     | 0       | 0     | 0  | 0     | 30e |
| 2021    | Moto2  | Kalex      | Flexbox HP40                | 1     | 0     | 0       | 0     | 0  | 4     | 30e |
| 2022    | Moto2  | Boscoscuro | Speed Up Racing             | 14    | 2     | 5       | 1     | 1  | 155,5 | 8e  |
| 2023    | Moto2  | Boscoscuro | Speed Up Racing             | 20    | 0     | 5       | 2     | 1  | 150   | 7e  |
| 2024    | Moto2  | Boscoscuro | Sync SpeedUp                | 20    | 1     | 5       | 0     | 2  | 179   | 6e  |
| 2025*   | Moto2  | Boscoscuro | Team HDR Heidrun            | 13    | 0     | 1       | 0     | 0  | 58    | 15e |
| Totaal  | Totaal | Totaal     | Totaal                      | 122   | 3     | 17      | 3     | 6  | 674,5 |     |

#### Per klasse
| Klasse | Seizoenen  | 1e GP          | 1e podium             | 1e winst        | Races | Winst | Podiums | Poles | SR | Ptn   | Kampioen |
| ------ | ---------- | -------------- | --------------------- | --------------- | ----- | ----- | ------- | ----- | -- | ----- | -------- |
| Moto3  | 2018-2020  | Qatar 2018     | Thailand 2019         |                 | 51    | 0     | 1       | 0     | 2  | 128   | 0        |
| Moto2  | 2021-heden | Frankrijk 2021 | Groot-Brittannië 2022 | San Marino 2022 | 71    | 3     | 16      | 3     | 4  | 546,5 | 0        |
| Totaal | 2018-heden | 2018-heden     | 2018-heden            | 2018-heden      | 122   | 3     | 17      | 3     | 6  | 674,5 | 0        |

#### Races per jaar
(vetgedrukt betekent pole positie; cursief betekent snelste ronde)
| Jaar | Klasse | Motor      | 1       | 2       | 3       | 4       | 5       | 6       | 7       | 8       | 9       | 10      | 11      | 12     | 13      | 14      | 15      | 16     | 17      | 18      | 19      | 20      | 21  | 22  | Pos | Ptn   |
| ---- | ------ | ---------- | ------- | ------- | ------- | ------- | ------- | ------- | ------- | ------- | ------- | ------- | ------- | ------ | ------- | ------- | ------- | ------ | ------- | ------- | ------- | ------- | --- | --- | --- | ----- |
| 2018 | Moto3  | Honda      | QAT DNF | ARG 6   | AME 17  | SPA 4   | FRA 19  | ITA 18  | CAT 8   | NED 25  | DUI DNF | TSJ 18  | OOS 24  | GBR C  | SMR DNF | ARA 20  | THA DNF | JPN 18 | AUS 11  | MAL DNF | VAL DNF |         |     |     | 23  | 36    |
| 2019 | Moto3  | Honda      | QAT 12  | ARG DNF | AME 8   | SPA 14  | FRA DNF | ITA DNF | CAT 4   | NED 10  | DUI DNF | TSJ DNF | OOS 16  | GBR 15 | SMR DNF | ARA 5   | THA 3   | JPN 9  | AUS 13  | MAL DNF | VAL NC  |         |     |     | 17  | 71    |
| 2020 | Moto3  | Husqvarna  | QAT 13  | SPA 14  | AND DNS | TSJ DNF | OOS 23  | STI 20  | SMR DNF | EMI DNF | CAT 5   | FRA DNF | ARA 17  | TER 11 | EUR DNF | VAL DNF | POR DNF |        |         |         |         |         |     |     | 23  | 21    |
| 2021 | Moto2  | Boscoscuro | QAT     | DOH     | POR     | SPA     | FRA DNF | ITA     | CAT 21  |         | NED 17  | STI     | OOS     | GBR    | ARA     | SMR     | AME     | EMI    | ALG     | VAL     |         |         |     |     | 30  | 4     |
| 2021 | Moto2  | Kalex      |         |         |         |         |         |         |         | DUI 12  |         |         |         |        |         |         |         |        |         |         |         |         |     |     | 30  | 4     |
| 2022 | Moto2  | Boscoscuro | QAT     | INA     | ARG     | AME     | POR     | SPA     | FRA DNF | ITA 8   | CAT 8   | DUI 7   | NED 6   | GBR 2  | OOS 7   | SMR 1   | ARA DNF | JPN 3  | THA 5   | AUS 1   | MAL 2   | VAL DNF |     |     | 8   | 155,5 |
| 2023 | Moto2  | Boscoscuro | POR DNF | ARG 2   | AME 7   | SPA 3   | FRA 3   | ITA 6   | DUI 5   | NED 6   | GBR DNF | OOS 21  | CAT 8   | SMR 3  | IND 22  | JPN 13  | INA 25  | AUS NC | THA 8   | MAL 22  | QAT 9   | VAL 3   |     |     | 7   | 150   |
| 2024 | Moto2  | Boscoscuro | QAT 1   | POR 25  | AME 4   | SPA DNF | FRA 3   | CAT 7   | ITA 3   | NED 8   | DUI 10  | GBR 9   | OOS 2   | ARA 4  | SMR 29  | EMI 9   | INA 3   | JPN 9  | AUS DNF | THA 11  | MAL 13  | SOL 8   |     |     | 6   | 179   |
| 2025 | Moto2  | Boscoscuro | THA 10  | ARG 8   | AME 3   | QAT 16  | SPA DSQ | FRA 10  | GBR 10  | ARA 10  | ITA 14  | NED 8   | DUI DNF | TSJ 18 | OOS 16  | HON     | CAT     | SMR    | JPN     | INA     | AUS     | MAL     | POR | VAL | 15* | 58*   |

* Seizoen nog bezig.